# Pléochroïsme
 (octobre 2014).
 (décembre 2016).
Améliorez-le ou discutez des points à vérifier. 
Le pléochroïsme (du grec ancien πλέων / pléōn, « plus nombreux, plus grand » et χρῶμα / khrỗma, « couleur ») est la faculté que possède un cristal d'absorber, en lumière polarisée, des longueurs d'onde (des couleurs) différentes selon l'angle d'éclairage. C'est un phénomène aussi général que la biréfringence, et comme elle, le pléochroïsme ne peut se manifester que dans les matériaux anisotropes, possédant deux, voire trois indices de réfraction différents. Ainsi, lorsqu'un matériau anisotrope placé sous un microscope est illuminé par une lumière polarisée non-analysée, sa couleur change lorsqu'on le fait tourner.
Le pléochroïsme est un phénomène très utilisé pour identifier certains minéraux.
Il ne doit pas être confondu avec le polychroïsme, qui caractérise la couleur variable d'un cristal ou d'un minéral translucide éclairé en lumière non polarisée ; un minéral polychroïque est, en effet, nécessairement pléochroïque, mais l'inverse n'est pas vrai.

## Loi d'absorption
L'intensité d'un faisceau lumineux qui se propage à travers un milieu matériel diminue progressivement. Si I0 désigne cette intensité en un certain point du milieu, après la traversée d'une épaisseur x elle ne vaut plus que :
{\displaystyle I=I_{0}\;e^{-\mu x}}
où μ est le coefficient d'absorption qui caractérise le milieu. Cette loi d'absorption est similaire à la loi de Beer-Lambert définie pour les solutions à différentes concentrations de soluté.
Pour un corps optiquement isotrope, le coefficient μ varie en général avec la longueur d'onde du rayonnement incident ; par définition de l'isotropie, il ne varie pas en fonction des directions de propagation et de polarisation de la lumière.
Certains corps sont pratiquement opaques (μ ≫ 1), c'est-à-dire la lumière visible qu'ils transmettent possède une intensité imperceptible même pour les échantillons les plus minces. Si l'absorption varie avec la longueur d'onde au point que le matériau devienne opaque pour une certaine région du spectre visible, le matériau apparaît par transparence coloré de la lumière complémentaire de celle qui a été absorbée. Ce phénomène d'absorption sélective avec coloration dans la couleur complémentaire ne constitue pas encore le phénomène de polychroïsme (tout au plus pourrait-on parler de « monochroïsme » ou simplement de « chroïsme ») ; pour que le phénomène polychroïque ait lieu il faut que le matériau soit optiquement très anisotrope.

## Polychroïsme, dichroïsme, trichroïsme et pléochroïsme
Dans un cristal optiquement anisotrope, le coefficient d'absorption varie généralement aussi avec la direction du rayon lumineux transmis. S'il en est ainsi, le cristal éclairé en lumière polarisée apparaît diversement coloré ou, tout au moins, diversement lumineux suivant la direction du rayon lumineux incident. On dit alors que le cristal est pléochroïque.
Plus précisément, si l'on examine une lame mince à faces parallèles taillée dans un tel matériau pléochroïque, au moyen d'un faisceau de lumière polarisée perpendiculaire aux faces, la couleur observée dépend de l'angle de la lumière polarisée par rapport aux axes optiques de la lame (axes de l'ellipsoïde des indices).
Si l'on examine une série de lames cristallines à faces parallèles taillées dans un même matériau, au moyen d'un faisceau de lumière non polarisée perpendiculaire aux faces, la coloration observée différera selon l'orientation (en 3D) de la section plane par rapport à celles propres au cristal, définies par les axes de l'ellipsoïde des indices de réfraction. On dit alors que le matériau est pléochroïque. Si le phénomène fait apparaître deux couleurs alors on parle de cristal dichroïque (la tourmaline par exemple). Si le phénomène fait apparaître trois couleurs alors on parle de cristal trichroïque (la variété de zoïsite appelée « tanzanite » par exemple).
Le pléochroïsme est un phénomène aussi général que la biréfringence, mais comme celle-ci il ne peut se manifester que dans les matériaux anisotropes, possédant deux (matériaux uniaxes) ou trois (matériaux biaxes) indices de réfraction différents. Ces indices de réfraction dépendent de la symétrie cristalline du matériau. Ainsi, lorsqu'un matériau anisotrope placé sous un microscope en lumière polarisée est illuminé par une lumière polarisée non analysée, il absorbe certaines longueurs d'onde de manière sélective, en fonction de son orientation par rapport à la polarisation de la lumière : la couleur du matériau change lorsqu'on le fait tourner. Les cristaux cubiques, qui sont optiquement isotropes, ne présentent pas de polychroïsme.
Les couleurs pléochroïques sont à leur maximum lorsque la lumière est polarisée parallèlement à un axe principal. Les axes sont désignés X, Y et Z pour la direction, et alpha, bêta et gamma en fonction de l'amplitude de l’indice de réfraction. Ces axes peuvent être déterminés à partir de l’apparence d’un cristal dans un motif d'interférence conoscopique. Lorsqu’il y a deux axes optiques, la bissectrice aiguë des axes donne Z pour les minéraux biaxes positifs et X pour les minéraux biaxes négatifs et la bissectrice obtuse donne l’axe alternatif (X ou Z). L’axe Y est perpendiculaire à ceux-ci. La couleur est mesurée avec la polarisation parallèle à chaque direction. Une formule d’absorption enregistre la quantité d’absorption parallèle à chaque axe sous la forme X < Y < Z, le terme le plus à gauche ayant l'absorption la plus faible et le terme le plus à droite ayant la plus forte.
Le pléochroïsme est un phénomène très utilisé pour identifier certains minéraux.

## Polychroïsme des minéraux

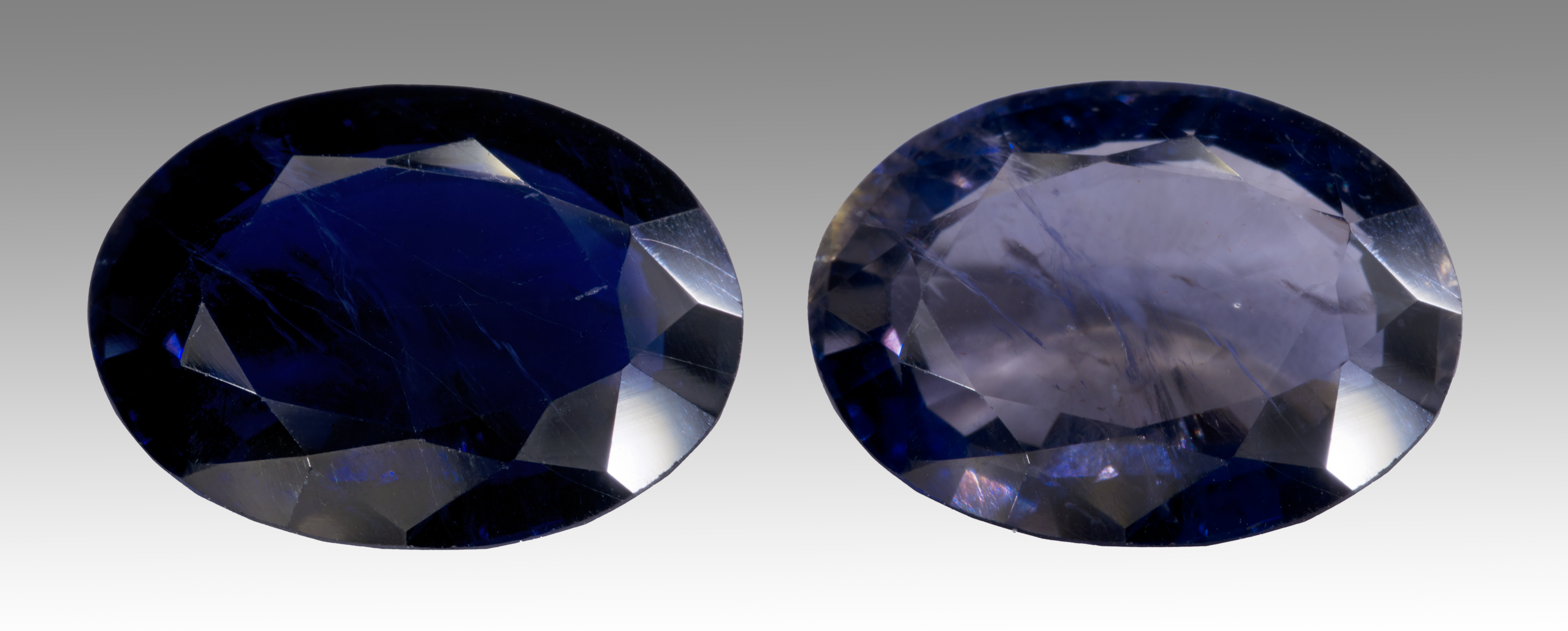
Cordiérite, fortement trichroïque

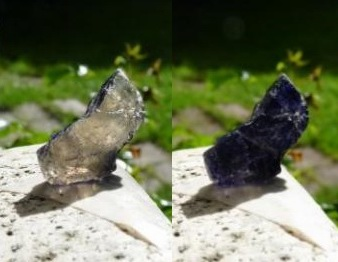
Cordiérite, fortement trichroïque

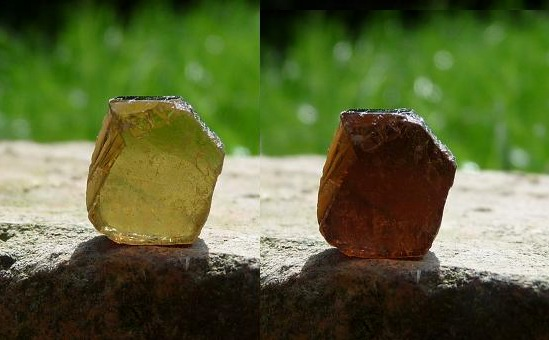
Tourmaline, fortement dichroïque

### Bleu
- Aigue-marine (moyen) : incolore-bleu clair/bleu pâle-bleu foncé
- Alexandrite (fort) : rouge-pourpre/orange/vert foncé
- Apatite (fort) : bleu-jaune/bleu-incolore
- Bénitoïte (fort) : incolore/bleu foncé
- Cordiérite (très fort) : Mg2[Al4Mg2Si5O18] orthorhombique : bleu brunâtre/jaunâtre/brun verdâtre/gris-bleu/bleu à violet
- Saphir (fort) : violet-bleu foncé/vert-bleu pâle
- Topaze (très faible) : incolore/bleu pâle/rose
- Tourmaline (fort) : bleu foncé/bleu pâle
- Zoïsite (fort) : bleu/rouge violet/vert jaune
- Zircon (fort) : bleu/incolore/gris

### Vert
- Alexandrite (fort) : rouge foncé/orange/vert
- Andalousite (fort) : brun vert/rouge foncé
- Émeraude (fort) : vert/bleu vert
- Péridot (faible) : jaune vert/vert/incolore
- Saphir (fort) : vert/jaune vert
- Sphène (moyen) : brun vert/bleu vert
- Tourmaline (fort) : bleu vert/brun vert/jaune vert
- Zircon (faible) : brun vert/vert

### Jaune
- Citrine (très faible) : jaune pâle/ jaune très pâle
- Chrysobéryl (très faible) : rouge-jaune/jaune-vert/vert
- Danburite (faible) : jaune très pâle/jaune pâle
- Orthose (faible) : jaune pâle/jaune très pâle
- Phénacite (moyen) : incolore/jaune orange
- Saphir (faible) : jaune/ jaune pâle
- Spodumène (moyen) : jaune pâle/jaune très pâle
- Topaze (moyen) : jaune brun/jaune/jaune orange
- Tourmaline (moyen) : jaune pâle/jaune foncé
- Zircon (faible) : jaune brun/jaune

### Rouge et rose
- Alexandrite (fort) : rouge foncé/orange/vert
- Andalousite (fort) : rouge foncé/rouge brun
- Morganite (moyen) : rouge pâle/rouge violet
- Rubis (fort) : rouge violet/orange rouge
- Tourmaline (fort) : rouge foncé/rouge pâle
- Zircon (moyen) : rouge pourpre/rouge brun

### Pourpre et violet
- Améthyste (très faible) : pourpre / rouge pourpre
- Andalousite (fort) : vert brun/rouge foncé/pourpre
- Béryl (moyen) : violet/incolore
- Corindon (fort) : violet / orange
- Spodumène (Kunzite) (fort) : violet/pourpre/incolore/rose
- Tourmaline (fort) : pourpre-pâle / pourpre

### Brun et orange
- Axinite (fort) : Brun/pourpre/jaune terne
- Quartz (faible) : brun/brun rougeâtre
- Saphir (fort) : jaune brun/orange
- Topaze (moyen) : brun-jaune/brun-jaune terne
- Tourmaline (très faible) : brun foncé/brun pâle
- Zircon (très faible) : brun-rouge/brun-jaune